# Milbenkäse

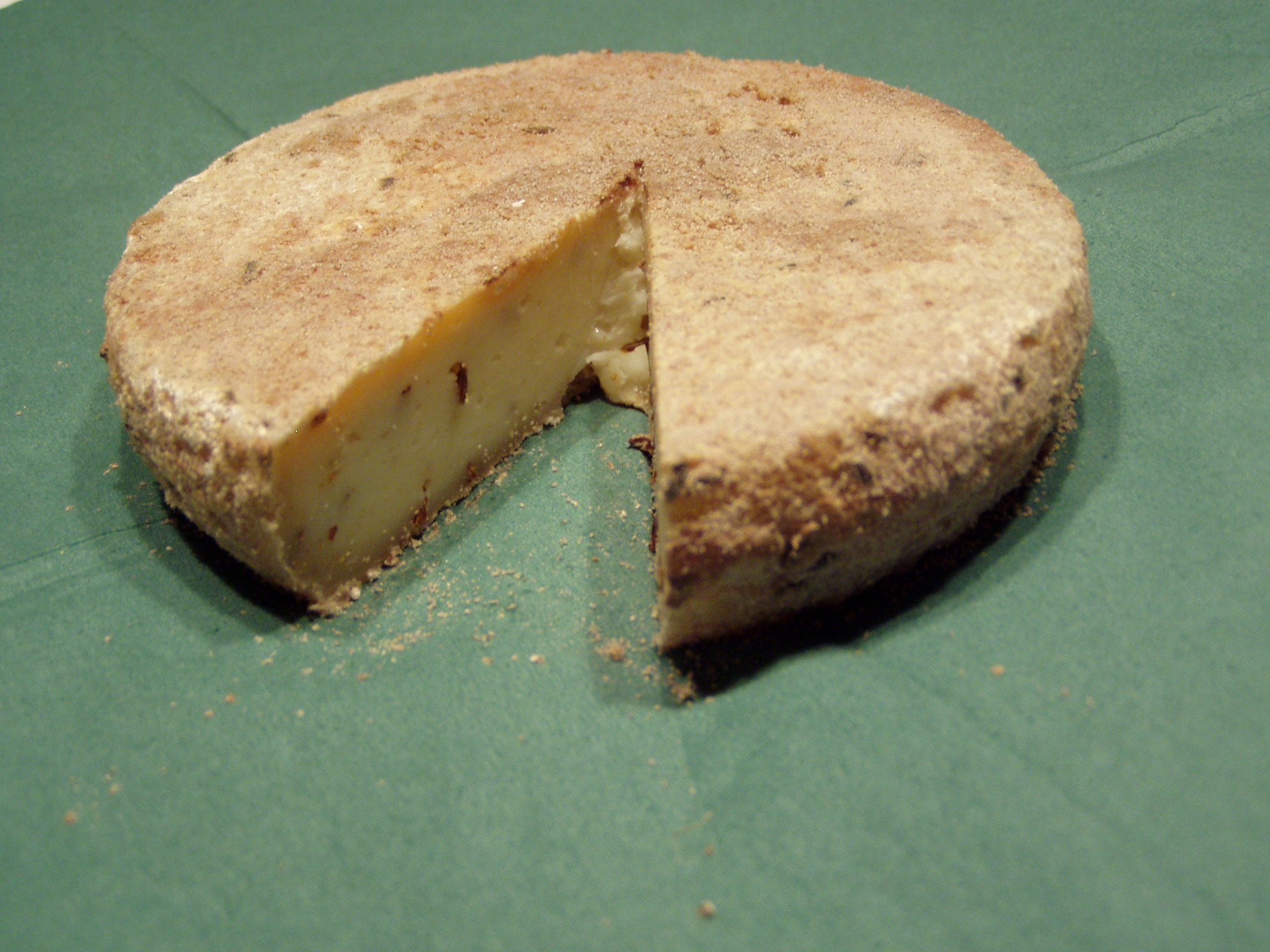
Torta de Milbenkäse

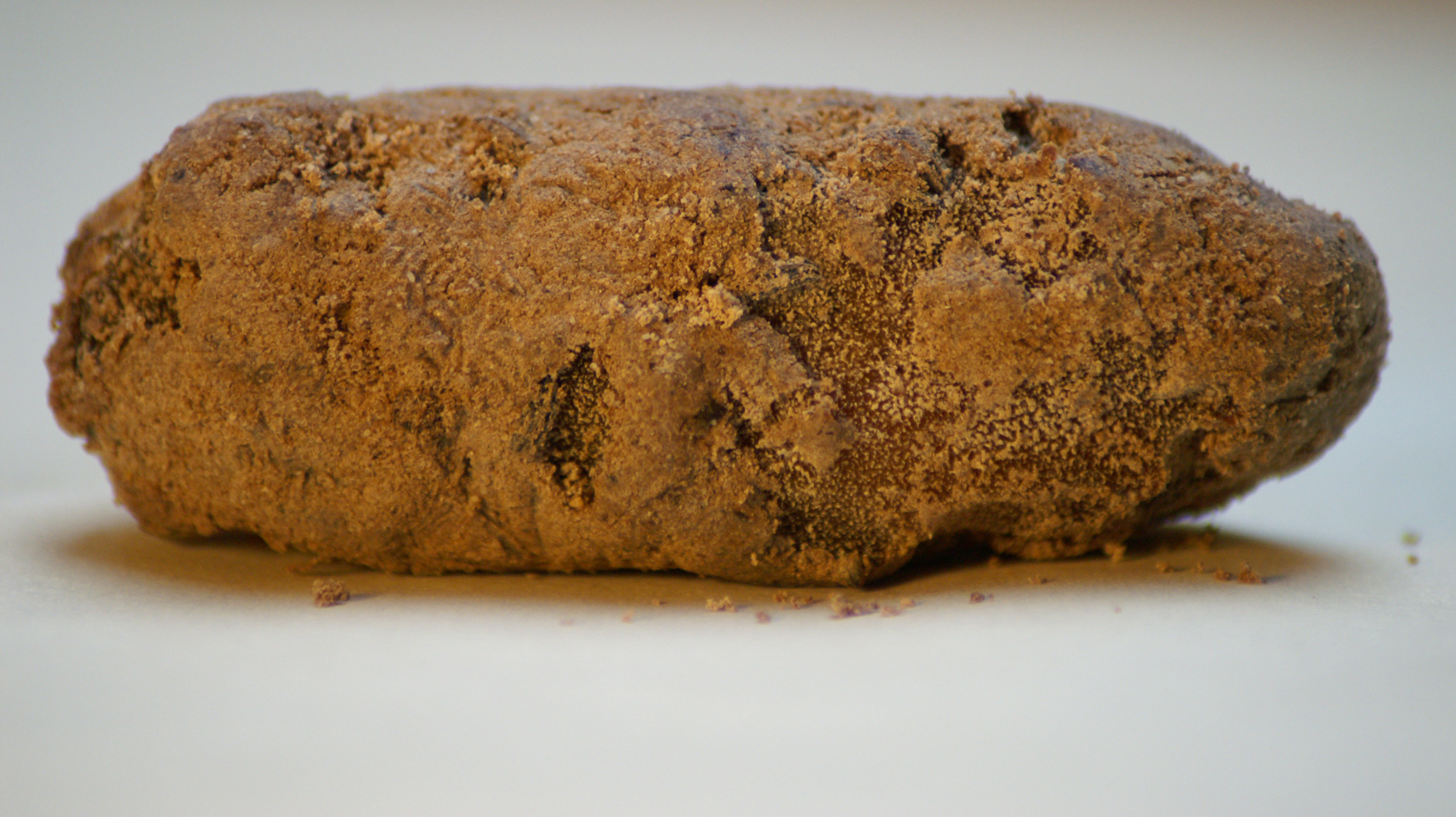
Milbenkäse

Bajo la denominación Milbenkäse (también Spinnenkäse y solo de forma hablada Mellnkase) se denomina a un tipo de quesos elaborados gracias a la fermentación que producen sobre la leche los ácaros (Milben) denominados científicamente como Tyroglyphus casei, en lugar de ser fermentado por bacterias y/u hongos como sucede con los demás tipos de quesos. El queso procede de la cocina típica de Sajonia-Anhalt (localidad de Würchwitz) y su tradición proviene de la cocina medieval.

## Características
Tiene un sabor picante parecido al del queso Harzer y forma parte de los quesos con bouquet característico y olor fuerte. Se presenta en pastillas recubiertas con una capa dura de color marrón y el tamaño de un queso medio suele ser de 15 cm de diámetro.

## Elaboración
Existe una fuerte tradición de la elaboración de este tipo de queso en el estado de Sajonia-Anhalt y sobre todo en la localidad de Würchwitz. El proceso empieza con la mezcla de quark con sal y carawai (comino persa) en cilindros, se colocan los cilindros en cajas donde habita el ácaro del queso y se deja atacar por estos durante un plazo de tres meses, el propio excremento de los ácaros produce la fermentación; durante el primer mes se pone de color amarillo, y tras tres meses adquiere un color marrón-rojizo. Algunos productores lo mantienen incluso durante todo un año, obteniendo un producto de color negro.

## Variantes
Existen en Europa quesos con elaboración similar, como en Francia con el mimolette.